# Stephen C. O'Connell Center
El Stephen C. O'Connell Center, popularmente conocido como el O-Dome es una arena con capacidad para 12.000 espectadores situado en la ciudad de Gainesville (Estados Unidos) y perteneciente a la Universidad de la Florida. Recibe su nombre de Stephen C.O´Connell, un antiguo presidente del estado de Florida.
Fue inaugurado en 1980, aunque ha sufrido diversas renovaciones y es el escenario donde juegan sus partidos como local los Florida Gators en sus secciones de baloncesto, voleibol y atletismo entre otros, que participan en la Southeastern Conference de la NCAA universitaria.
Tras la consecución de los Gators del título de campeón nacional de baloncesto masculino de la NCAA en el 2006, la Universidad de Florida compró el parqué sobre el que se había disputado la final de dicho evento que se había instalado temporalmente en el RCA Dome de Indianápolis con motivo de la final four, por lo que desde entonces los equipos de baloncesto de la universidad juegan sobre la misma superficie sobre la cual los Gators lograron dicho título.
En diciembre de 2006 se alcanzó el récord de asistencia a la arena, con 12 621 espectadores en un partido que enfrentó a los Gators con los Ohio State Buckeyes que terminó con victoria local por 86-60.
Además de la cancha de baloncesto, el O´Connell Center también dispone de sendas piscinas (cubierta y al aire libre) donde entrena el equipo de natación de la universidad y además es usado para otros eventos de la universidad tales como ceremonias de graduación, conciertos o discursos.